# Generalstaatsanwaltschaft Karlsruhe

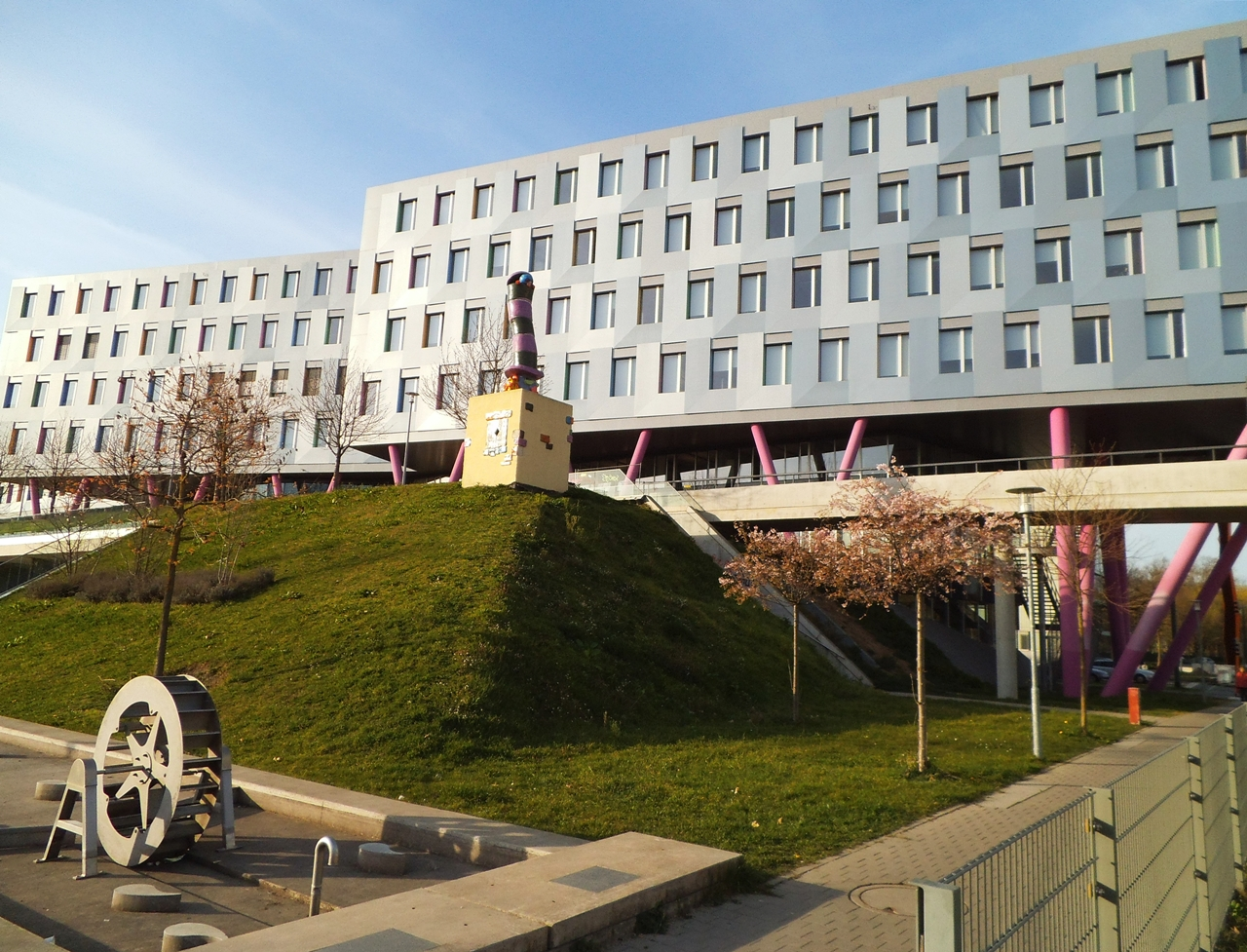
Citypark Karlsruhe, Sitz der Generalstaatsanwaltschaft

Die Generalstaatsanwaltschaft Karlsruhe ist eine von 24 Generalstaatsanwaltschaften in der Bundesrepublik Deutschland und eine von zwei Generalstaatsanwaltschaften in Baden-Württemberg.

## Organisation und Zuständigkeit
Die Generalstaatsanwaltschaft übt als Generalstaatsanwaltschaft die Aufgaben einer mittleren Strafverfolgungsbehörde für den Bezirk des Oberlandesgerichts Karlsruhe aus. Damit ist sie Aufsichtsbehörde für die Staatsanwaltschaften Baden-Baden, Freiburg, Heidelberg, Karlsruhe inklusive deren Zweigstelle in Pforzheim, Konstanz, Mannheim, Mosbach, Offenburg und Waldshut-Tiengen zuständig. Daneben führt sie aber auch selbstständig Ermittlungsverfahren von herausgehobener Bedeutung durch. Explizit für besonders anspruchsvolle Verfahren der Computerkriminalität wurde bei der Generalstaatsanwaltschaft Karlsruhe zum 1. Januar 2024 das Cybercrime-Zentrum mit landesweiter Zuständigkeit eingerichtet. Darüber hinaus ist die Generalstaatsanwaltschaft Karlsruhe landesweit zuständig als Zentralstelle für die Vermögensabschöpfung.
Im Zuständigkeitsbereich wohnen rund 4,8 Millionen Bürger. Die Generalstaatsanwaltschaft Karlsruhe ist dem baden-württembergischen Justizministerium unterstellt (§ 147 GVG). Sie gehört zum sogenannten badischen Rechtsgebiet, in dem unter anderem traditionell in der Ordentlichen Gerichtsbarkeit und bei den Staatsanwaltschaften der „badische Aktenknoten“ zur Bindung der Akten verwendet wird. Bis Ende des Jahres 2025 soll jedoch landesweit die elektronische Strafakte eingeführt werden, womit diese besondere Form der Aktenführung allmählich obsolet wird.
Bei der Generalstaatsanwaltschaft Karlsruhe selbst sind derzeit (Stand: Januar 2024) inklusive dem Behördenleiter und drei Abteilungsleitern insgesamt 42 Mitarbeitende beschäftigt, nämlich 24 Dezernentinnen und Dezernenten, ein Verwaltungsleiter, fünf Rechtspflegerinnen und Rechtspfleger und zwölf Mitarbeitende auf den Geschäftsstellen und in der Poststelle.

## Unterbringung
Die Generalstaatsanwaltschaft Karlsruhe ist derzeit im Gebäude Ludwig-Erhard-Allee 4 untergebracht.